# Najoua Belyzel

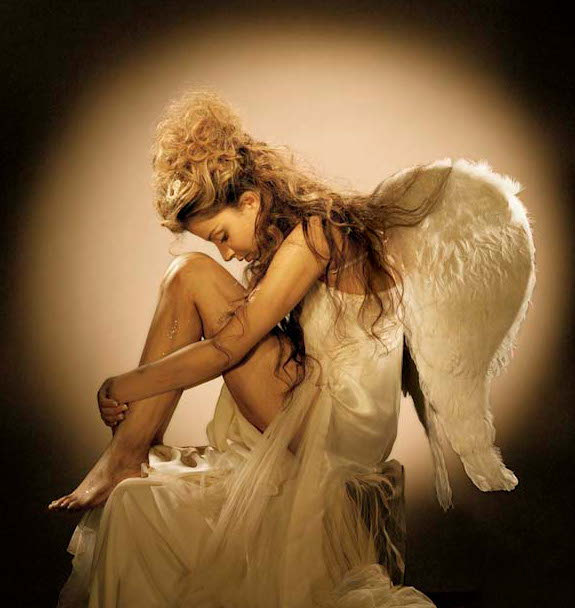
Najoua Belyzel

Najoua Belyzel (* 15. Dezember 1981 in Nancy, Frankreich als Najoua Mazouri) ist eine französische Sängerin mit marokkanischen Wurzeln. Sie macht vor allem Popmusik mit Danceelementen.

## Leben
Nach ihrem Abitur begann sie 2001 ein Jurastudium an der Universität von Nancy, brach dieses aber ab, um eine Anstellung bei der Musikindustrie anzunehmen. Sie nahm an mehreren Castings teil und wurde schließlich bei der Gruppe Benoît aufgenommen, mit der sie die erfolgreiche Single Tourne-toi Benoît, die von Chauvinismus und Transvestitismus handelt, rausbrachte. Aufgrund mangelndes Erfolgs mit weiteren Singles löste sich Benoît allerdings auf. Außerdem wurde sie bei vielen Musikprojekten engagiert.
Später traf sie auf den Songwriter Christophe Casanave, mit dem sie Stella, einen der Songs auf ihrem Debütalbum, erarbeitete. Christophe Casanaves Arbeit wurde bereits von den populären französischen Künstlern Steeve Estatof und Marc Lavoine verwendet.
Die erste Single Gabriel wurde im Herbst 2005 im französischsprachigen Raum (Frankreich, Schweiz, Belgien) herausgebracht. Diese Single landete in Frankreich auf Platz drei der Top-40-Charts. Die Arbeiten an ihrem ersten Longplayer Entre deux mondes sind beendet, das Album ist am 23. Mai 2006 als DigiPack erschienen.
Ihr zweites Album „Au féminin“ ist am 23. November 2009 erschienen. Die erste Single-Auskopplung, „La bienvenue“, erschien am 30. März mit dem Titel „Au féminin“ als B-Seite.

## Diskografie

### Studioalben
| Jahr | Titel             | Höchstplatzierung, Gesamtwochen, AuszeichnungChartplatzierungen (Jahr, Titel, Platzierungen, Wochen, Auszeichnungen, Anmerkungen) | Höchstplatzierung, Gesamtwochen, AuszeichnungChartplatzierungen (Jahr, Titel, Platzierungen, Wochen, Auszeichnungen, Anmerkungen) | Höchstplatzierung, Gesamtwochen, AuszeichnungChartplatzierungen (Jahr, Titel, Platzierungen, Wochen, Auszeichnungen, Anmerkungen) | Anmerkungen                         |
| Jahr | Titel             | DE | CH | FR | Anmerkungen                         |
| ---- | ----------------- | --- | --- | --- | ----------------------------------- |
| 2006 | Entre deux mondes | — | CH46 (7 Wo.)CH | FR7 Gold · (37 Wo.)FR | Erstveröffentlichung: Mai 2006      |
| 2009 | Au féminin        | — | — | FR66 (6 Wo.)FR | Erstveröffentlichung: November 2009 |

Weitere Studioalben
- 2016: De la lune au soleil

### Singles
| Jahr | Titel Album                         | Höchstplatzierung, Gesamtwochen, AuszeichnungChartplatzierungen (Jahr, Titel, Album, Platzierungen, Wochen, Auszeichnungen, Anmerkungen) | Höchstplatzierung, Gesamtwochen, AuszeichnungChartplatzierungen (Jahr, Titel, Album, Platzierungen, Wochen, Auszeichnungen, Anmerkungen) | Höchstplatzierung, Gesamtwochen, AuszeichnungChartplatzierungen (Jahr, Titel, Album, Platzierungen, Wochen, Auszeichnungen, Anmerkungen) | Anmerkungen                                   |
| Jahr | Titel Album                         | DE | CH | FR | Anmerkungen                                   |
| ---- | ----------------------------------- | --- | --- | --- | --------------------------------------------- |
| 2002 | Tourne-toi Benoît                   | — | — | FR16 (27 Wo.)FR | Erstveröffentlichung: März 2002 mit Benoît    |
| 2002 | Comme Casanova                      | — | — | FR79 (8 Wo.)FR | Erstveröffentlichung: Oktober 2002 mit Benoît |
| 2005 | Gabriel Entre deux mondes           | DE62 (9 Wo.)DE | CH20 (25 Wo.)CH | FR3 Platin · (40 Wo.)FR | Erstveröffentlichung: November 2005           |
| 2006 | Je ferme les yeux Entre deux mondes | — | CH90 (2 Wo.)CH | FR13 (16 Wo.)FR | Erstveröffentlichung: Juni 2006               |
| 2006 | Comme toi Entre deux mondes         | — | CH92 (3 Wo.)CH | FR16 (18 Wo.)FR | Erstveröffentlichung: September 2006          |
| 2007 | Quand revient l’été Au féminin      | — | — | FR10 (14 Wo.)FR | Erstveröffentlichung: September 2007          |
| 2009 | La bienvenue Au féminin             | — | — | FR9 (33 Wo.)FR | Erstveröffentlichung: März 2009               |
| 2009 | M (Hey hey hey) Au féminin          | — | — | FR20 (21 Wo.)FR | Erstveröffentlichung: November 2009           |
| 2014 | Rendez-vous                         | — | — | FR186 (1 Wo.)FR | Erstveröffentlichung: September 2014          |

Weitere Singles
- 2010: Ma Sainte-Nitouche
- 2014: Que sont-ils devenus ?
- 2015: Luna